# Občina Čačinci
Občina Čačinci  je ena izmed občin na Hrvaškem katere središče je istoimensko naselje v virovitiško-podravski županiji.

## Geografija
Občino s površino 145,02 km² sestavlja 12 naselij.

## Demografija
V dvanajstih naseljih je leta 2001 živelo 3.308 prebivalcev.

## Naselja v občini
Brezovljani Vojlovički, Bukvik, Čačinci, Humljani, Krajna, Krasković, 
Paušinci, Prekoračani, Pušina, Rajino Polje, Slatinski Drenovac, Vojlovica